# Sĩ Hội
Sĩ Hội (giản thể: 士会; phồn thể: 士會, ?-?), còn gọi là Phạm Hội (范会) hay Tùy Hội (随会), tức Phạm Vũ tử (范武子), là vị tông chủ đầu tiên của Phạm thị, một trong Lục khanh nước Tấn thời Xuân Thu trong lịch sử Trung Quốc.

## Thân thế
Tổ tiên của Sĩ Hội nguyên họ Đỗ, nối đời làm khanh sĩ trong triều đình nhà Chu. Đến đời Đỗ Bá làm quan dưới triều Chu Tuyên vương. Năm 785 TCN, Chu Tuyên vương nghe lời của sủng phi là Khiêu nữ giết Đỗ Bá. Con Đỗ Bá là Thấp Thúc trốn sang nước Tấn, trở thành thủy tổ Phạm Thị. Thấp Thúc được phong làm chức Sĩ sư, đổi sang họ Sĩ, sau được phong làm đại phu ăn lộc ở đất Phạm, từ đó lại lấy họ Phạm.
Năm 632 TCN, Sĩ Hội tham gia cuộc chiến với Sở ở Thành Bộc, quân Tấn giành thắng lợi. Sau khi trở về, Tấn Văn công phong cho Sĩ Hội làm chức Xa hữu.

## Bỏ trốn sang nước Tần
Năm 621 TCN, Tấn Tương công sắp mất, di mệnh cho Triệu Thuẫn phò tá con mình là Thế tử Di Cao lên ngôi. Tuy nhiên, Triệu Thuẫn muốn lập một công tử lớn tuổi. Phe cánh của Hồ Xạ Cô muốn đón em Tương công là công tử Lạc, vốn làm quan ở nước Trần, lên ngôi. Tuy nhiên, Triệu Thuẫn ép các triều thần lập công tử Ung, đang làm con tin ở nước Tần. Cuối cùng phe Triệu Thuẫn thắng, diệt trừ vây cánh của Hồ Xạ Cô, bức Hồ Xạ Cô phải lưu vong ra nước ngoài.
Triệu Thuẫn sai Sĩ Hội cùng Tiên Miệt sang Tần đón công tử Ung, nhưng sau e ngại vợ Tương công là Mục Doanh, đành lập Di Cao lên ngôi, tức Tấn Linh công và cho quân phục kích đánh Tần tại đất Lệnh Hồ, giết công tử Ung.
Sĩ Hội và Tiên Miệt phản đối Triệu Thuẫn, chạy sang Tần. Triệu Thuẫn bổ nhiệm các tướng thân cận mình vào các chức vụ chủ chốt.
Năm 615 TCN, Tần Khang công đem quân đánh Tấn, quân Tấn đóng quân ở Hà Khúc. Tần Khang công hỏi Sĩ Hội làm sao để đánh bại quân Tấn. Sĩ Hội khuyên vua Tần tập kích vào thượng quân của Triệu Xuyên, vua Tần nghe theo, tập kích Triệu Xuyên, tuy nhiên rốt cục hai bên chưa giao chiến đã rút lui.
Năm 614 TCN, nghe tin Sĩ Hội được Tần trọng dụng, Khước Khuyết xin Triệu Thuẫn đón Sĩ Hội về, Triệu Thuẫn chấp nhận, sai Ngụy Thọ sang Tần đón Sĩ Hội, giảng hòa với Sĩ Hội và phong Đại phu. Gia quyến của ông cũng được đưa về nước.

## Khuyên can Tấn Linh công
Tấn Linh công lớn lên tính tình trở nên tàn bạo. Năm 607 TCN, Linh công giết một người đầu bếp, Sĩ Hội bèn vào cung căn ngăn, Tấn Linh công hứa sẽ sửa đổi, Sĩ Hội báo lại với Triệu Thuẫn, tuy nhiên Tấn Linh công vẫn không thay đổi, Triệu Thuẫn lại can ngăn, Linh công sai Sừ Nghê ám sát Thuẫn nhưng không thành, sau em Triệu Thuẫn là Triệu Xuyên giết Tấn Linh công ở Đào Viên,
Năm 606 TCN, Tấn Thành công sai Sĩ Hội đem quân đánh nước Trịnh vì Trịnh bỏ theo nước Sở. Sĩ Hội đánh bại quân Trịnh, buộc nước Trịnh phải giảng hòa.
Năm 601 TCN, Sĩ Hội được thăng lên chức Thượng quân tướng.

## Chiến tranh với Sở
Năm 599 TCN, Sở Trang vương đánh Trịnh, Sĩ Hội cầm quân đi cứu, đánh lui quân Sở.
Năm 597 TCN, Sở Trang vương lại mang quân vây nước Trịnh. Trịnh Tương công cầu cứu nước Tấn. Tấn Cảnh công sai các đại phu Sĩ Hội cùng Tuân Lâm Phủ, Khước Khắc, Loan Thư, Tiên Hộc, Hàn Quyết mang quân cứu Trịnh.
Quân Tấn đi chậm, khi đến nơi thì Trịnh Tương công đã phải ra hàng và ăn thề với Sở Trang vương. Tuân Lâm Phủ định quay về, Tiên Hộc đề nghị tiến quân giao chiến. Tuân Lâm Phủ lệnh cho toàn quân qua sông Hoàng Hà.
Trịnh Tương công đã hàng Sở nên phải mang quân phối hợp với Sở cùng đánh Tấn. Hai bên đánh nhau ở đất Bật. Giữa các tướng Tấn nổ ra tranh cãi, Tuân Lâm Phủ muốn rút quân, còn Tiên Hộc đòi quyết chiến. Ngụy Kĩ và Triệu Chiên xin đi hòa đàm với Sở, Tuân Lâm Phủ đồng ý nhưng rồi nhận ra 2 người này thuộc phe chủ chiến, vội phái người đuổi theo gọi bọn họ trở lại.
Ngụy Kĩ và Triệu Chiên chọc giận quân Sở rồi bỏ trốn, lính tuần tiễu Sở trông thấy cánh quân của Tuân Oanh, thì cho là quân Tấn đến đánh, bèn đem quân truy kích, bắt Tuân Oanh, quân Tấn tan vỡ. Khi chạy về đến sông Hoàng Hà, các binh sĩ tranh nhau qua sông, nhiều người bị giết..
Về đến Giáng đô, Tuân Lâm Phủ xin chịu tội chết vì thua trận. Tấn Cảnh công định chấp nhận thì Sĩ Hội can nên để Tuân Lâm Phủ sống để báo thù nước Sở. Tấn Cảnh công nghe theo.

## Chính khanh nước Tấn
Năm 596 TCN, Tiên Hộc vì đề nghị tiến quân nên bị thua lớn, sợ bị tội chết bèn bỏ trốn sang nước Địch, bàn mưu với nước Địch đánh Tấn. Tấn Cảnh công bèn giết cả nhà Tiên Hộc, rồi cho Sĩ Hội lên thay làm Trung quân tá.
Năm 593 TCN, Sĩ Hội cầm quân diệt Xích Địch, hiến tế tù binh cho Chu Định vương. Tấn Cảnh công xét công của Sĩ Hội, phong làm Trung quân tướng, Chính khanh nước Tấn, kiêm chức Thái phó. Mùa đông năm đó, Cảnh công sai Sĩ Hội đi sứ nhà Chu, yết kiến Chu Định vương.

## Cáo lão
Năm 592 TCN, Tấn Cảnh công cử Khước Khắc làm chánh sứ và Loan Kinh làm phó sứ sang Tề. Cùng lúc có sứ nước Lỗ và nước Vệ sang. Để làm mẹ vui, nhân thấy Khước Khắc bị gù, sứ nước Lỗ bị thọt chân, sứ nước Vệ bị chột, Tề Khoảnh công bèn chọn ra người bị gù tiếp đón Khước Khắc, người bị thọt tiếp đón sứ nước Lỗ và người bị chột tiếp sứ nước Vệ. Cảnh đó làm cho các phụ nữ trong hậu cung đứng trong màn để nhìn và cười nhạo.
Khước Khắc nổi giận bèn bỏ về trước, để Loan Kinh ở lại, xin Tấn Cảnh công phát binh đánh Tề để trả thù.
Năm 591 TCN, Tấn Cảnh công chấp thuận cho Khước Khắc đánh Tề. Sĩ Hội thấy vậy, bèn cáo lão, giao quyền Trung quân tướng cho Khước Khắc, năm 589 TCN, Khước Khắc đánh bại quân Tề.
Sau không rõ Sĩ Hội mất năm nào. Sau khi ông mất, con ông là Sĩ Tiếp lên thế tập.